# Тумбес
Ту́мбес (исп. Tumbes) — город на северо-западе Перу, на берегу одноимённой реки. Административный центр провинции Тумбес, население города — почти 100 тысяч человек.

## История
Первые поселения на месте современного Тумбеса возникли ещё в доинкскую эпоху, считается что там проживали племена «тумпис» (исп. tumpis). В XV веке, при инкском правителе Пачакутеке, Тумбес и прилегающие территории были присоединены к Империи Инков.
Впервые европейцами Тумбес был обнаружен во время первой экспедиции Франсиско Писарро в 1528 году, с Тумбеса фактически началось испанское завоевание Перу. Во время второй экспедиции в 1532 году город был завоёван и покорён отрядом Писарро, в городе был установлен крест как знак территории которая отныне принадлежит Испании. В Тумбесе Писарро нанял двух индейцев в качестве переводчиков, которые потом значительно содействовали ему в завоевании Перу.
Во время колониального периода Тумбес был малонаселённым провинциальным городом который относился к Аудиенции в Кито. После начала войны за независимость испанских колоний в Тумбесе приняли решение перейти под юрисдикцию независимого Перу. Великая Колумбия оспорила это решение, затем это также оспаривал Эквадор, что привело к ряду вооружённых конфликтов. В результате Перуано-эквадорской войны 1941 года в соответствии с протоколом, подписанным в Рио-де-Жанейро, Тумбес был окончательно признан территорией Перу, хотя впоследствии многими эквадорскими политиками оспаривался этот факт. В 1998 году, в Бразилиа, был подписан окончательный договор, урегулировавший территориальные споры Перу и Эквадора.

## Фото
- Кафедральный собор Тумбеса.
- Муниципалитет.
- Бухта Писарро.
- Центральная площадь.